# Entraigues (Puy-de-Dôme)
Entraigues település Franciaországban, Puy-de-Dôme megyében. Lakosainak száma 732 fő (2022. január 1.). Entraigues Chappes, Chavaroux, Ennezat, Joze, Saint-Ignat és Saint-Laure községekkel határos.

## Népesség
A település népességének változása:
| Lakosok száma | 623  | 644  | 663  | 661  | 667  | 675  | 697  | 714  | 732  |
|               | 2013 | 2015 | 2016 | 2017 | 2018 | 2019 | 2020 | 2021 | 2022 |